# Indywidualne Mistrzostwa Wielkiej Brytanii na Żużlu 1975
Indywidualne mistrzostwa Wielkiej Brytanii na żużlu – cykl turniejów żużlowych mających wyłonić najlepszych żużlowców brytyjskich w 1975 roku. Tytuł wywalczył John Louis z Ipswich Witches. 

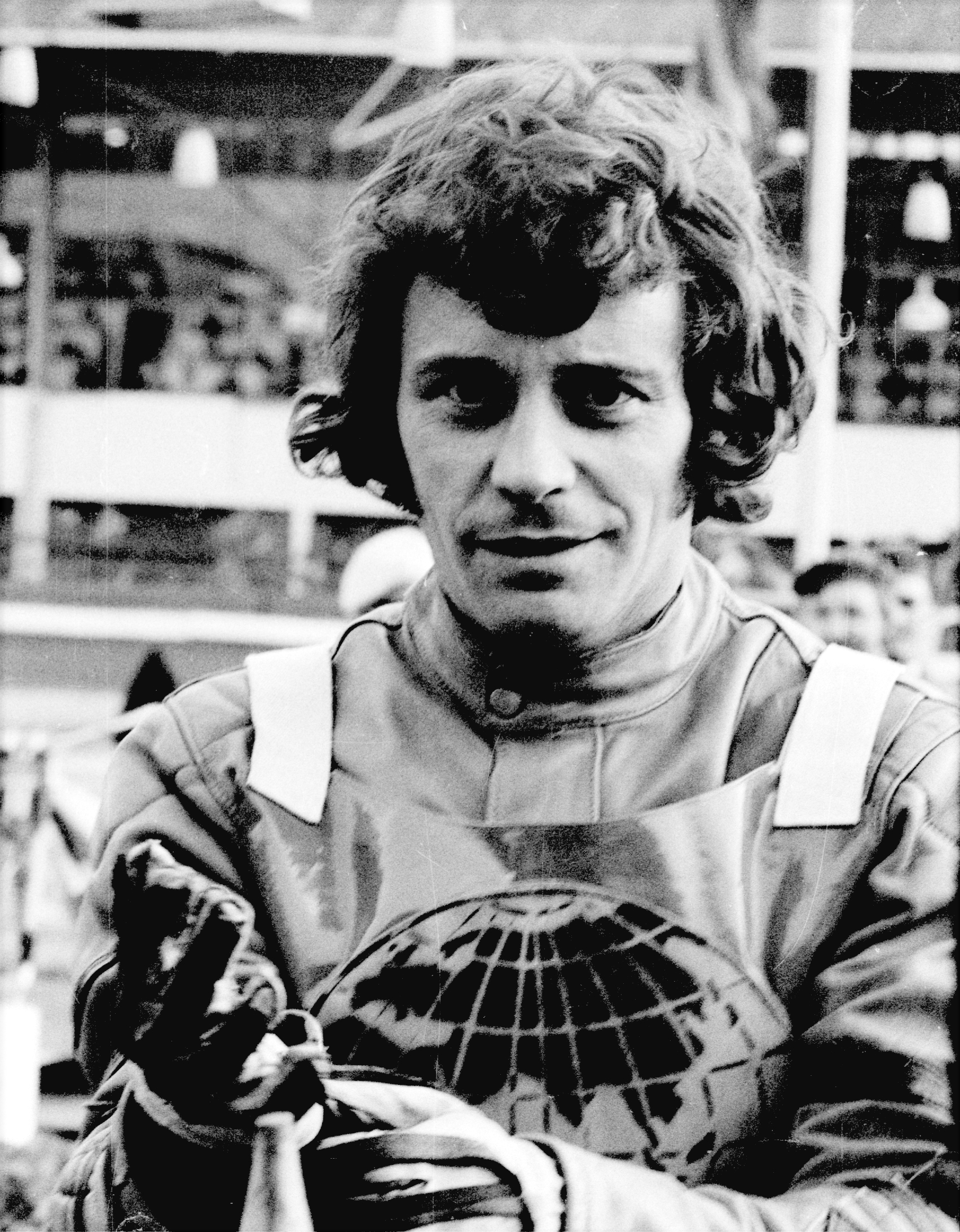
John Louis - mistrz Anglii 1975

## Wyniki

### Półfinał pierwszy
- 24 czerwca 1975 r. (wtorek),  Leicester

| Msc. | Zawodnik        | Klub             | Pkt |  |  |
| ---- | --------------- | ---------------- | --- |  |  |
| 1    | Martin Ashby    | Swindon Robins   | 15  |  |  |
| 2    | Malcolm Simmons | Poole Pirates    | 14  |  |  |
| 3    | Bob Kilby       | Oxford Rebels    | 11  |  |  |
| 4    | Jim McMillan    |                  | 10  |  |  |
| 5    | Gordon Kennett  |                  | 10  |  |  |
| 6    | John Louis      | Ipswich Witches  | 10  |  |  |
| 7    | Doug Wyer       | Sheffield Tigers | 9   |  |  |
| 8    | Chris Morton    | Belle Vue Aces   | 8   |  |  |
| 9    | Bobby Beaton    |                  | 6   |  |  |
| 10   | Frank Auffret   |                  | 5   |  |  |
| 11   | George Hunter   |                  | 5   |  |  |
| 12   | Mike Lanham     |                  | 5   |  |  |
| 13   | Eric Broadbelt  |                  | 3   |  |  |
| 14   | Arthur Price    |                  | 2   |  |  |
| 15   | Colin Gooddy    |                  | 2   |  |  |
| 16   | Roger Johns     |                  | 1   |  |  |

Awans: 8 do finału

### Półfinał drugi
- 26 czerwca 1975 r. (czwartek),  Sheffield

| Msc. | Zawodnik       | Klub                | Pkt |  |  |
| ---- | -------------- | ------------------- | --- |  |  |
| 1    | Ray Wilson     | Leicester Lions     | 15  |  |  |
| 2    | Dave Jessup    |                     | 13  |  |  |
| 3    | Peter Collins  | Belle Vue Aces      | 11  |  |  |
| 4    | Dave Morton    | Hackney Hawks       | 11  |  |  |
| 5    | Alan Wilkinson |                     | 10  |  |  |
| 6    | Tony Davey     |                     | 9   |  |  |
| 7    | Carl Glover    |                     | 8   |  |  |
| 8    | Chris Pusey    |                     | 8   |  |  |
| 9    | Nigel Boocock  | Coventry Bees       | 8   |  |  |
| 10   | Terry Betts    | King’s Lynn Stars   | 5   |  |  |
| 11   | Kevin Holden   |                     | 4   |  |  |
| 12   | Alan Grahame   | Birmingham Brummies | 4   |  |  |
| 13   | Ray Bales      |                     | 4   |  |  |
| 14   | Tom Owen       |                     | 4   |  |  |
| 15   | Trevor Hedge   | King’s Lynn Stars   | 3   |  |  |
| 16   | Paul Tyrer     |                     | 3   |  |  |

Awans: 8 do finału

### Finał
- 30 lipca 1975 r. (środa),  Coventry

| Msc. | Zawodnik        | Klub             | Pkt  |  |  |
| ---- | --------------- | ---------------- | ---- |  |  |
| 1    | John Louis      | Ipswich Witches  | 15   |  |  |
| 2    | Peter Collins   | Belle Vue Aces   | 13+3 |  |  |
| 3    | Malcolm Simmons | Poole Pirates    | 13+2 |  |  |
| 4    | Ray Wilson      | Leicester Lions  | 11   |  |  |
| 5    | Martin Ashby    | Swindon Robins   | 11   |  |  |
| 6    | Chris Pusey     |                  | 10   |  |  |
| 7    | Tony Davey      |                  | 9    |  |  |
| 8    | Gordon Kennett  |                  | 6    |  |  |
| 9    | Dave Jessup     |                  | 6    |  |  |
| 10   | Doug Wyer       | Sheffield Tigers | 5    |  |  |
| 11   | Jim McMillan    |                  | 5    |  |  |
| 12   | Bob Kilby       | Oxford Rebels    | 5    |  |  |
| 13   | Chris Morton    | Belle Vue Aces   | 5    |  |  |
| 14   | Dave Morton     | Hackney Hawks    | 3    |  |  |
| 15   | Alan Wilkinson  |                  | 2    |  |  |
| 16   | Carl Glover     |                  | 1    |  |  |